# Hiroki Azuma (fotbollsspelare)
Hiroki Azuma (東 博樹 Azuma Hiroki?), född 10 juli 1966 i Kyoto prefektur, är en japansk före detta fotbollsspelare.
Azuma började sin karriär 1989 i Matsushita Electric (Gamba Osaka). Med Matsushita Electric vann han japanska cupen 1990. 1994 flyttade han till Yokohama Flügels. Efter Yokohama Flügels spelade han för Vissel Kobe. Han avslutade karriären 1997.